# Артемий (Кузьмин)
Епи́скоп Арте́мий (в миру Артём Андре́евич Кузьми́н; род. 12 мая 1983, село Войница, Волынская область) — архиерей Русской православной церкви, епископ Таганрогский, викарий Ростовской-на-Дону епархии. Настоятель кафедрального собора Рождества Пресвятой Богородицы города Ростова-на-Дону.
Тезоименитство — 23 июня (6 июля) (память праведного Артемия Веркольского).

## Биография
Родился 12 мая 1983 года в селе Войница Локачинского района Волынской области Украины в семье военнослужащего. Крещён в 1988 году в Воскресенском соборе города Фрунзе (ныне Бишкек, Киргизия). В 2000 году окончил среднюю школу № 1 города Острова Псковской области.
С 13 лет алтарничал в Свято-Троицком храме города Остров. В 2001—2009 годах — старший алтарник подворья патриарха Московского и всея Руси храмов Высоко-Петровского монастыря города Москвы.
В 2005 году окончил экономический факультет Российского православного университет Святого Иоанна Богослова, получив квалификацию «Экономист» по специальности «Национальная экономика». В 2005—2008 годах обучался в аспирантуре Московского экономического института по специальности «Экономика и управление народным хозяйством». В 2006—2009 годах — руководитель отдела маркетинга в издательстве «Евразия Экс-пресс».
В 2009—2012 годах — сотрудник Синодального отдела религиозного образования и катехизации (занимаемые должности — главный делопроизводитель, заведующий канцелярией службы документооборота и информатизации, заместитель председателя отдела — руководитель службы документооборота и информатизации). Одновременно в 2009—2011 годах был иподиаконом епископа Зарайского Меркурия (Иванова), возглавлявшего данный отдел.
3 декабря 2011 года в кафедральном соборе Рождества Пресвятой Богородицы города Ростова-на-Дону митрополитом Ростовским и Новочеркасским Меркурием пострижен в рясофор с именем Артемий в честь праведного Артемия Палестинского, и 4 декабря рукоположён в сан иеродиакона, а 7 декабря — в сан иеромонаха с возложением золотого наперсного креста.
7 декабря 2011 года назначен настоятелем домовой церкви иконы Божией Матери «Знамение» архиерейского подворья города Ростова-на-Дону. С 2011 года — секретарь Епархиального управления Ростовской-на-Дону епархии.
17 марта 2012 года в Сергиевском храме Высоко-Петровского монастыря города Москвы митрополитом Ростовским и Новочеркасским Меркурием пострижен в мантию с именем Артемий в честь праведного Артемия Веркольского.
14 августа 2015 года освобождён от должности настоятеля храма иконы Божией Матери «Знамение» и назначен настоятелем кафедрального собора Рождества Пресвятой Богородицы города Ростова-на-Дону.
В 2015 году заочно окончил Московскую духовную академию. В 2017 году защитил выпускную квалификационную работу на тему «Становление церковной организации в северо-восточном Приазовье в XVII — первой трети XIX в.» с присуждением квалификации «Специалист в области церковно-практических дисциплин».
В 2018 году заочно окончил магистратуру Санкт-Петербургской духовной академии. Защитил выпускную квалификационную работу на тему «Анализ основных положений редакции Устава Русской Православной Церкви, принятого Архиерейским Собором 2000 г., в сравнении с Уставом об управлении Русской Православной Церкви 1988 г. и Положением об управлении Русской Православной Церкви 1945 г. (с изменениями 1971 г.)» с присуждением квалификации «Магистр богословия».

### Архиерейство
11 марта 2020 года решением Священного синода Русской православной церкви избран епископом Таганрогским, викарием Ростовской-на-Дону епархии.
20 марта 2020 года в соборном храме Святой Троицы Иверского женского монастыря города Ростова-на-Дону митрополитом Ростовским и Новочеркасским Меркурием возведён в сан архимандрита.
18 августа 2020 года в тронном зале кафедрального соборного храма Христа Спасителя в Москве. 28 августа 2020 года хиротонисан во епископа в храме Христа Спасителя в городе Москве. Хиротонию совершили: патриарх Московский и всея Руси Кирилл, митрополит Воскресенский Дионисий (Порубай), митрополит Ростовский и Новочеркасский Меркурий (Иванов), митрополит Сингапурский и Юго-Восточно-Азиатский Сергий (Чашин), архиепископ Тверской и Кашинский Амвросий (Ермаков), епископ Шахтинский и Миллеровский Симон (Морозов), епископ Павлово-Посадский Фома (Мосолов).
С 13 по 17 ноября 2023 года епископ Артемий прошёл обучение на курсах повышения квалификации для новопоставленных архиереев Русской Православной Церкви, проходивших по благословению Патриарха Кирилла на базе Московской духовной академии.